# Leni
Leni è un comune italiano di 669 abitanti della città metropolitana di Messina in Sicilia.
Si trova sull'isola di Salina, nell'arcipelago delle isole Eolie.

## Geografia fisica

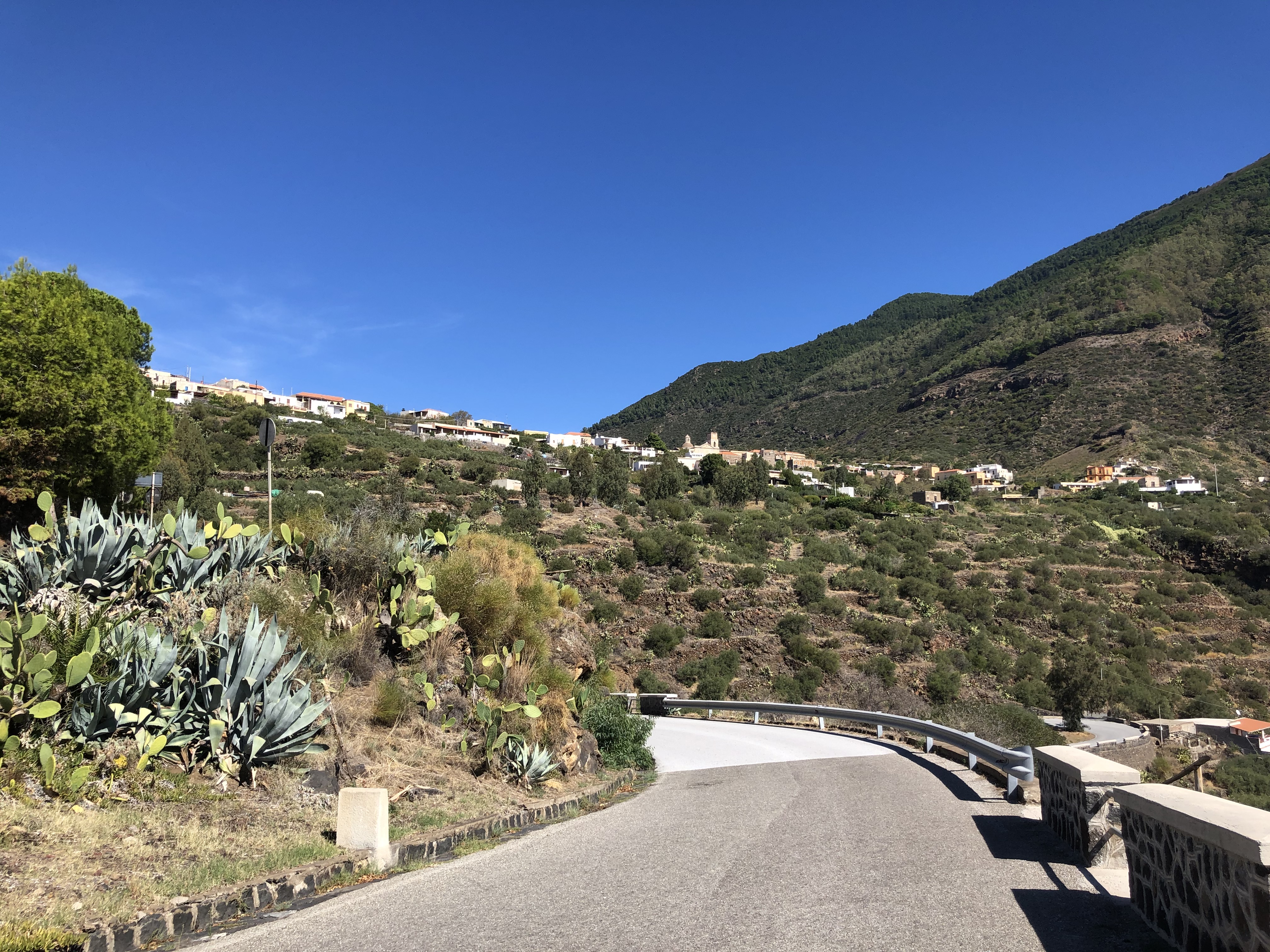
Veduta di Leni

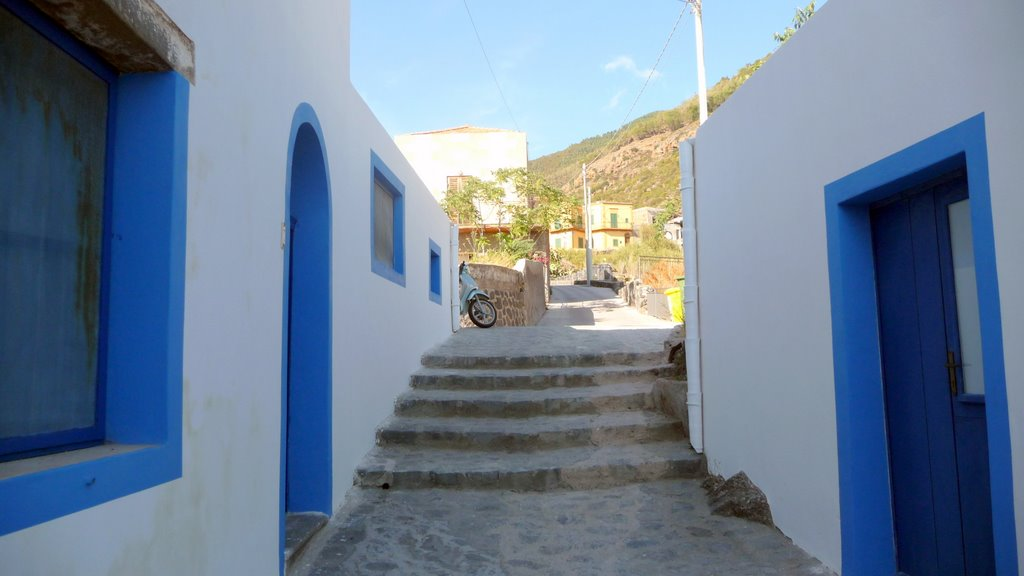
Una via di Leni

### Territorio
Il comune occupa il territorio compreso tra il mare e le cime del monte Fossa delle Felci e del monte dei Porri, nella parte sud-occidentale dell'isola di Salina. Zona alquanto montagnosa e impervia, è fitta di una vegetazione composta di eucalipti, cipressi, aceri di monte, cedri e molti altri; frequenti anche il lentisco, l'erica e il corbezzolo. Nell'entroterra, su un avvallamento che divide i due monti dell'isola, sono presenti l'abitato principale di Leni (a circa 200 m s.l.m.) e la frazione di Valdichiesa. Sul litorale, in uno dei pochi punti del comune adatti allo sbarco, c'è la frazione di Rinella con il porto.

## Origini del nome
Il nome di Leni deriverebbe dal greco lenós ("torchio"), un nome dunque connesso con la produzione di vino (un grappolo d'uva è presente anche nello stemma comunale). Secondo un'altra ipotesi, Leni deriverebbe invece dal nome di persona greco Eléne (forse una Elena cui il paese era stato dedicato?).

## Storia
I ritrovamenti archeologici testimoniano che l'isola di Salina era abitata fin dal V millennio a.C. Al III millennio a.C. risale la colonizzazione dell'isola da parte di genti di stirpe greca, probabilmente gli Eoli. Proprio a quel periodo risalgono alcuni ritrovamenti archeologici nella frazione di Rinella (che testimoniano la lavorazione dell'ossidiana) e sul Monte Fossa delle Felci. Altri ritrovamenti testimoniano la presenza umana nel territorio di Leni, in località Megna, nel XV secolo a.C. In seguito alla distruzione di questo insediamento, probabilmente compiuto dagli Ausoni, l'isola restò presumibilmente disabitata fino al VI secolo a.C., quando Lipari e di conseguenza Salina furono popolate da genti di stirpe dorica, che fecero di Santa Marina Salina il centro principale dell'isola. Nei secoli successivi si susseguirono poi Greci, Romani e Bizantini, fino alla conquista degli Arabi nell'840. Nel XII secolo l'isola venne poi popolata da profughi amalfitani, che sbarcarono a Malfa.
In tempi recenti, nel 1867 l'isola di Salina, essendo l'unica delle Eolie (oltre a Lipari) a essere densamente popolata, venne ordinata a comune autonomo, staccandosi da quello di Lipari, che rimase sulle altre sei isole. Venne così creato il comune di Salina, con capoluogo a Santa Marina. Gli altri paesi dell'isola però mal sopportavano di dover dipendere dal capoluogo per ogni necessità amministrativa, sicché nel 1909 si arrivò alla separazione nei tre comuni di Santa Marina Salina, Malfa e Leni.

### Simboli
Lo stemma e il gonfalone sono stati concessi con decreto del presidente della Repubblica del 21 marzo 1997.
Lo stemma comunale riporta l'isola di Salina vista dal mare, sormontata da un grappolo d'uva, a rappresentare la vocazione vinicola del territorio. In alto le tre stelle simboleggiano i tre maggiori centri abitati del comune: Leni, Rinella e Valdichiesa.
Il gonfalone è un drappo di rosso.

## Monumenti e luoghi d'interesse

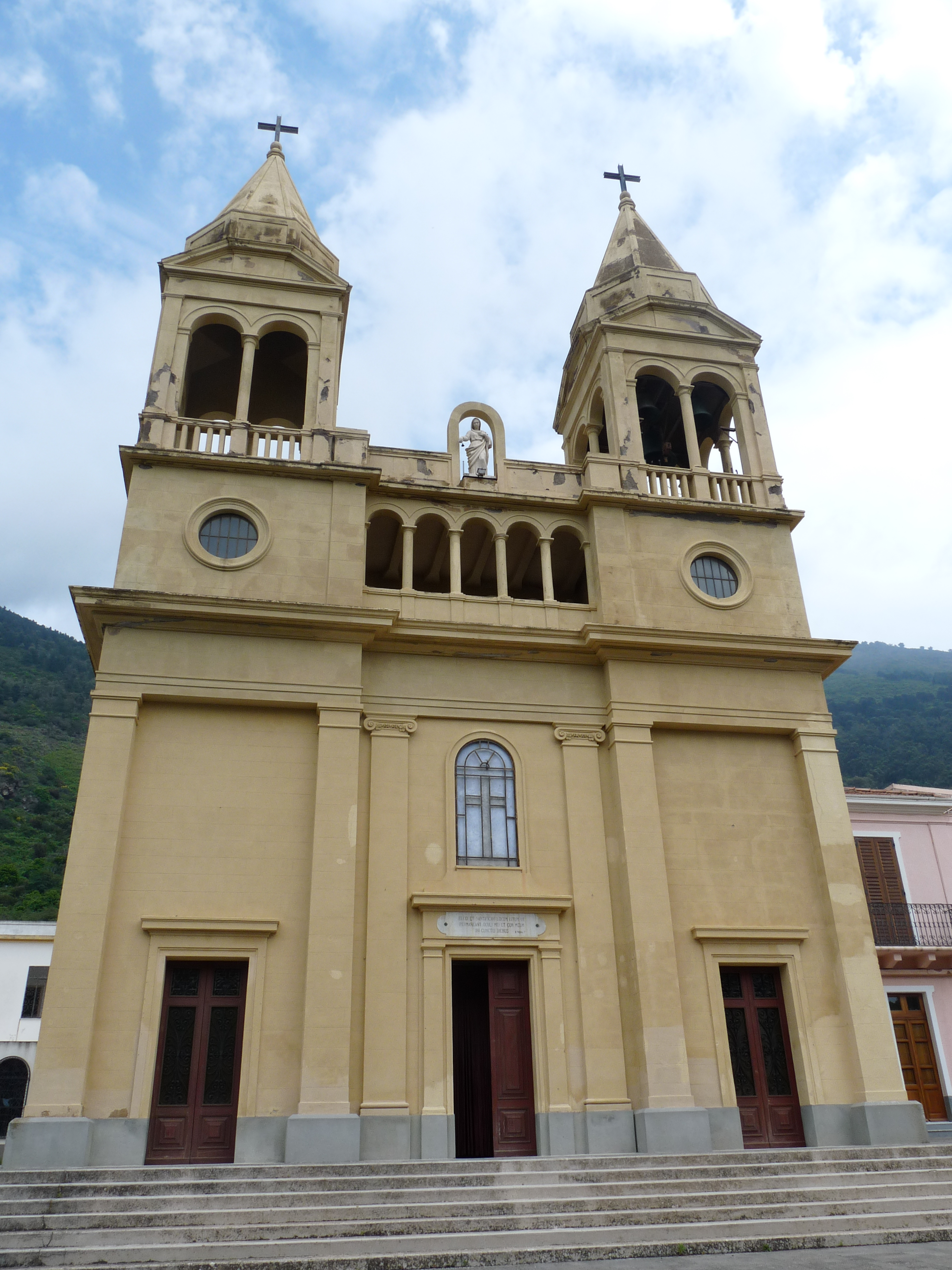
Santuario di Maria Santissima del Terzito

### Architetture religiose
- Santuario di Maria Santissima del Terzito, edificato nel 1630 (località Valdichiesa)
- Chiesa di San Gaetano
- Chiesa di San Giuseppe

### Aree naturali
- Riserva naturale Le Montagne delle Felci e dei Porri[12][13]

## Società

### Evoluzione demografica
Abitanti censiti

### Etnie e minoranze straniere
Al 31 dicembre 2014 risiedevano a Leni 58 stranieri, pari all'8,26% della popolazione.

### Lingue e dialetti

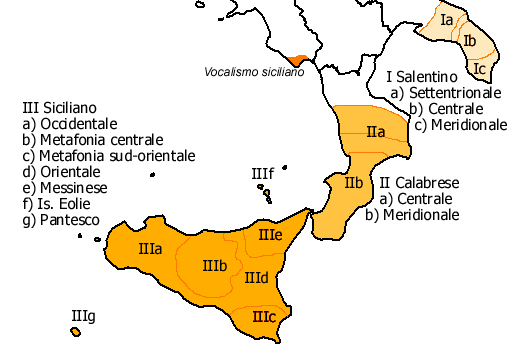
Distribuzione del gruppo siciliano

Oltre alla lingua ufficiale italiana, a Leni si parla la lingua siciliana nella sua variante eoliana. La ricchezza di influenze del siciliano, appartenente alla famiglia delle lingue romanze e classificato nel gruppo meridionale estremo, deriva dalla posizione geografica dell'isola, la cui centralità nel mar Mediterraneo ne ha fatto terra di conquista di numerosi popoli gravitanti nell'area mediterranea.

## Cultura

### Scuole
- Scuola primaria di Leni

### Musei
- Museo civico di Leni

### Cinema
Sull'isola di Salina sono stati girati almeno in parte alcuni film, tra i quali i più significativi sono:
- Vulcano (1950), regia di William Dieterle
- Caro diario (1993), regia di Nanni Moretti
- Il postino (1994), regia di Michael Radford

### Cucina
Il territorio di Leni è incluso nell'itinerario eno-gastronomico Strada del vino della provincia di Messina

### Eventi
- Dal 2007 Leni, insieme agli altri comuni dell'isola, è sede del SalinaDocFest, festival internazionale del documentario narrativo.

## Geografia antropica

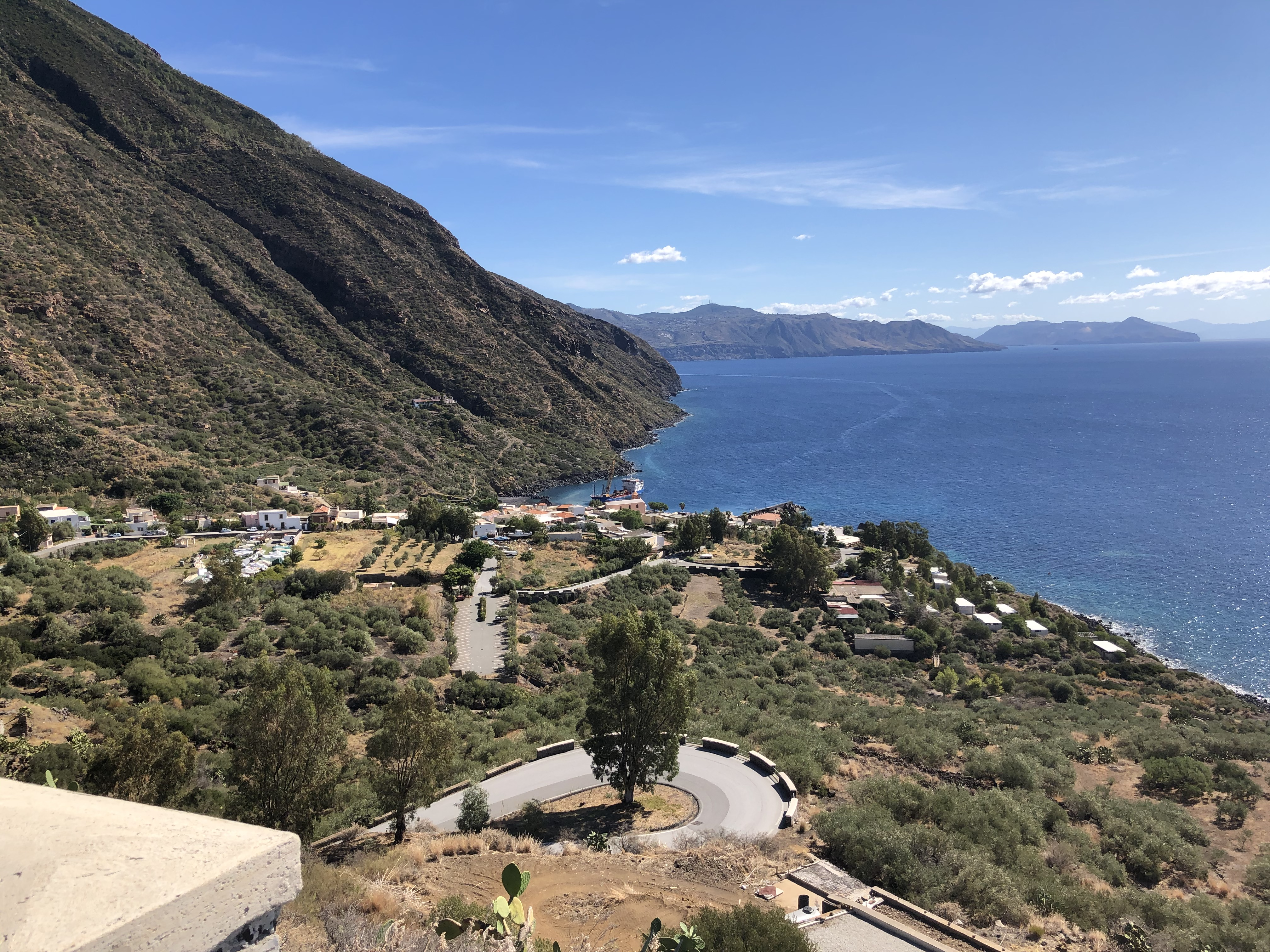
Panorama di Rinella

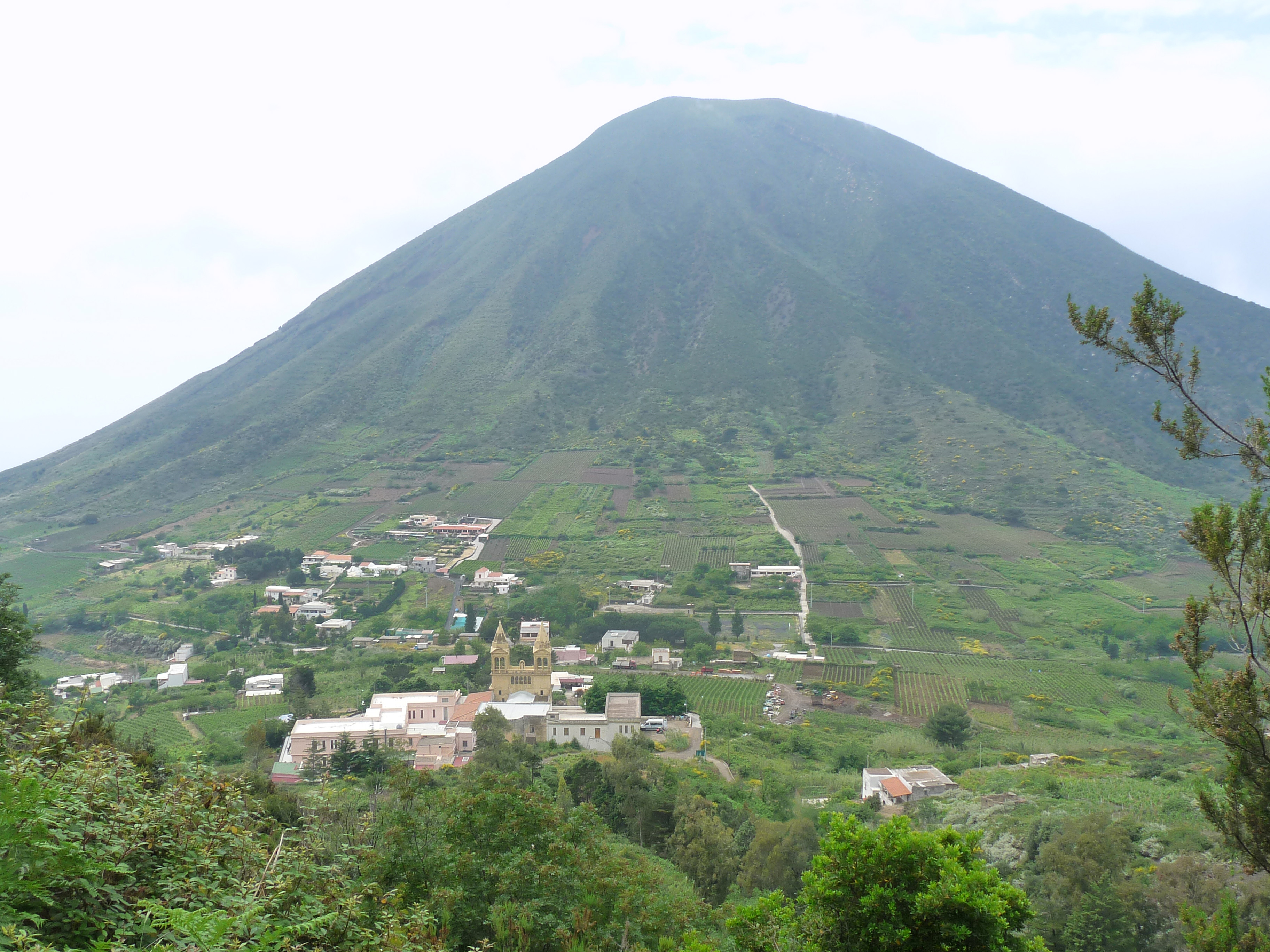
Valdichiesa e il monte dei Porri

### Urbanistica
Oltre a numerose case sparse, il comune consta di tre centri abitati principali: Leni, sede comunale, e le frazioni di Rinella e Valdichiesa.

#### Rinella
Posta su un vallone che sbocca direttamente a mare, è il porto del comune. È qui presente l'unica spiaggia sabbiosa di tutta l'isola, ove si trova lo scalo di alaggio per le piccole imbarcazioni, quali per i diportisti e per i pescatori professionisti. Nei pressi della spiaggia vi trovano grotte scavate nella roccia, in passato usate come riparo per le imbarcazioni dei pescatori. Sul fondale marino è a volte possibile notare fuoriuscite di gas e vapori, a testimonianza dell'origine vulcanica dell'isola. Successivamente all'estate del 2020 sono stati terminati i lavori di ripascimento della spiaggia utili alla salvaguardia del borgo di Rinella e alle storiche grotte che ormai distavano pochi metri dalla riva. A oggi sulla spiaggia si trovano piccoli sassolini che verranno levigati e sostituiti con la sabbia vulcanica presente sul fondale della baia antistante grazie alle maree. 

#### Valdichiesa
Situata nella parte centrale dell'isola, nell'avvallamento tra il monte Fossa delle Felci e il monte dei Porri, la località è nota per il santuario di Maria Santissima del Terzito, patrono di Leni, risalente al 1630. Al suo interno è custodita una tela settecentesca che raffigura la vergine Maria nell'atto di proteggere le isole Eolie.

## Economia

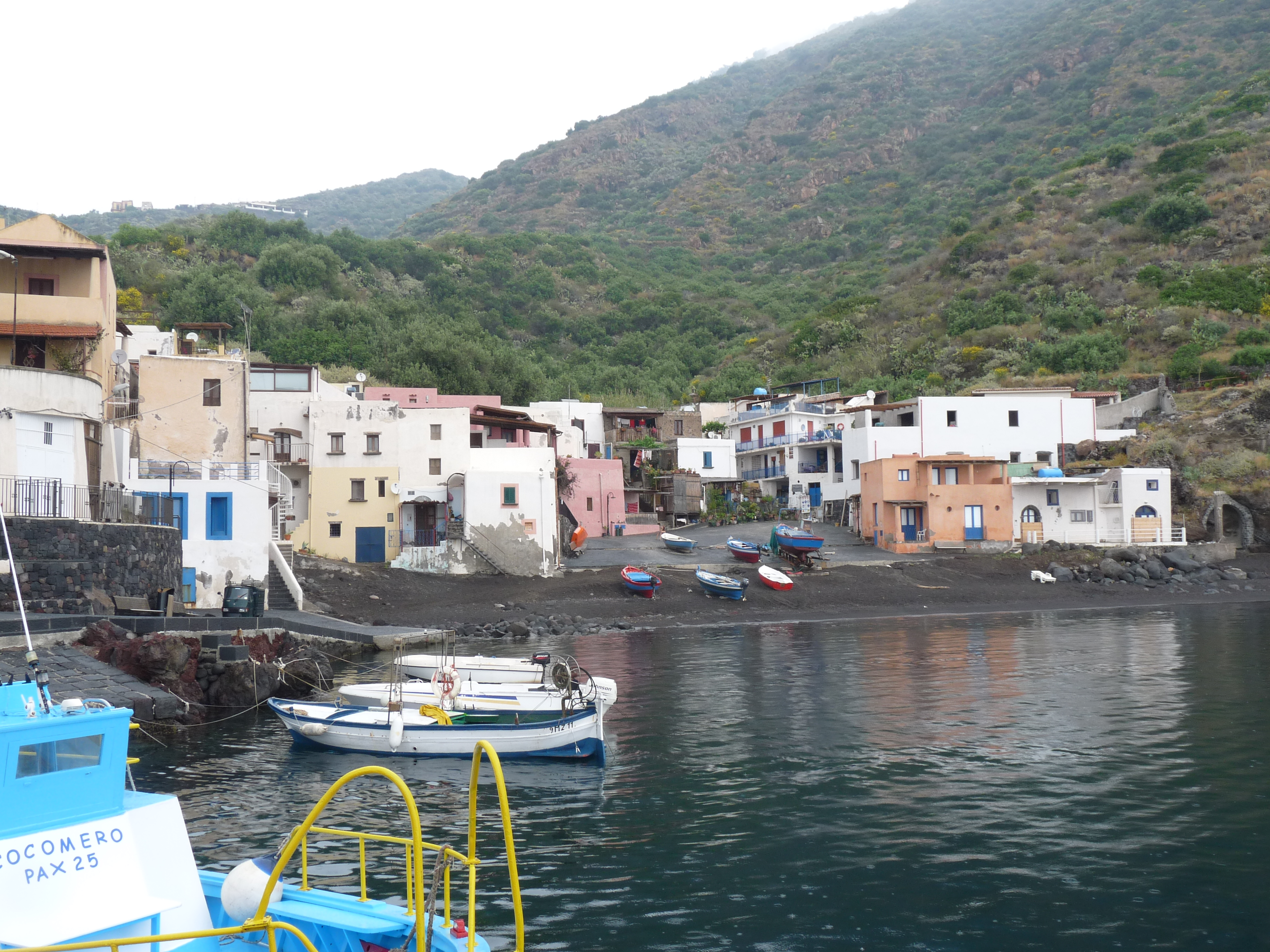
L'approdo di Rinella

L'economia si basa sull'agricoltura (uva, olive e capperi), la vinificazione (malvasia), la pesca (pescespada, cefalopodi e altri) e il turismo.

## Infrastrutture e trasporti
Il comune di Leni è collegato agli altri centri dell'isola tramite strade extraurbane. Il porto di Rinella offre collegamenti tramite traghetti e aliscafi con le altre Isole Eolie e con Milazzo e Napoli.

## Amministrazione
Di seguito è presentata una tabella relativa alle amministrazioni che si sono succedute in questo comune.
| Periodo        | Periodo          | Primo cittadino      | Partito                     | Carica          | Note   |
| -------------- | ---------------- | -------------------- | --------------------------- | --------------- | ------ |
| 21 giugno 1988 | 22 dicembre 1993 | Bartolo Russo        | Partito Socialista Italiano | Sindaco         | [ 18 ] |
| 13 giugno 1994 | 25 giugno 1998   | Giuseppe Lo Po       | lista civica                | Sindaco         | [ 18 ] |
| 25 giugno 1998 | 14 giugno 1999   | Giovanbattista Leone |                             | Comm. regionale | [ 18 ] |
| 14 giugno 1999 | 14 giugno 2004   | Giuseppe Lo Po       | lista civica                | Sindaco         | [ 18 ] |
| 14 giugno 2004 | 8 giugno 2009    | Antonio Podetti      | lista civica                | Sindaco         | [ 18 ] |
| 8 giugno 2009  | 29 aprile 2019   | Riccardo Gullo       | lista civica                | Sindaco         | [ 18 ] |
| 29 aprile 2019 | 9 giugno 2024    | Giacomo Montecristo  | lista civica                | Sindaco         | [ 18 ] |
| 9 giugno 2024  | in carica        | Ireneo Giardinello   | lista civica                | Sindaco         | [ 18 ] |

### Gemellaggi
- Ischia, dal 2013

### Altre informazioni amministrative
Il comune di Leni fa parte delle seguenti organizzazioni sovracomunali: regione agraria n. 11 (Isole di Lipari).